# Der aufhaltsame Aufstieg des Arturo Ui (1974)
Der aufhaltsame Aufstieg des Arturo Ui ist die 1974 geschaffene Aufzeichnung des Fernsehens der DDR einer 1959 erarbeiteten Inszenierung von Manfred Wekwerth und Peter Palitzsch in der Einrichtung des Berliner Ensembles, nach einem Stück von Bertolt Brecht, welches dieser 1941 im finnischen Exil geschrieben hat.

## Produktion
Die Premiere dieser Inszenierung von Manfred Wekwerth und Peter Palitzsch fand am 23. März 1959 im Berliner Ensemble statt. Hier wurde am 13. Januar 1974 die 532. und letzte Vorstellung für das Fernsehen der DDR aufgezeichnet, die am 8. September 1974 im 1. Programm gesendet wurde. Die Bühnenausstattung verantwortete Karl von Appen und die Bildregie lag in den Händen von Margot Thyrêt.